# Браун, Роберт Джеймс
Роберт Джеймс Браун (англ. Robert James Brown; род. 27 декабря 1944 года, Оберон, Новый Южный Уэльс, Австралия) — бывший австралийский политик.

## Биография
Лидер Австралийской партии зелёных — с 1996 года де-факто, с 2005 года официально (до 2012 года). С 1 июля 1996 года член Сената от округа Тасмании.
Один из руководителей Общества охраны морской фауны. Браун руководил кампанией Общества «Кимберли миинимби». Кампания была организована для протестов против постройки газовой платформы недалеко от самого большого в мире места обитания горбатых китов.
Открытый гей, последовательный сторонник однополых браков.